# Den forsvundne fuldmægtig
Den forsvundne fuldmægtig er en roman af Hans Scherfig udgivet i 1938. Romanen blev filmatiseret i 1971.
Romanen beskriver fuldmægtig Teodor Amsted og hans forsøg på at undslippe det faste og regelbundne liv som statsansat familiefar. Igennem flugten fra sit hidtidige liv skildrer Scherfig fuldmægtigens møde med naturen og menneskene der lever i den.
Romanen er nært forbundet med Det forsømte forår; blandt andet optræder to centrale personer, Teodor Amsted og Michael Mogensen, i begge værker.
| Bog | Spire Denne artikel om bøger og tidsskrifter er en spire som bør udbygges. Du er velkommen til at hjælpe Wikipedia ved at udvide den. |